# Jámison Olave
Jámison Olave Mosquera (ur. 21 kwietnia 1981 w Medellín) – kolumbijski piłkarz z obywatelstwem amerykańskim występujący na pozycji środkowego obrońcy, trener piłkarski.